# Il provocatore
Provokator (Провокатор, altro titolo, Ego kar'era, La sua carriera) è un film muto del 1928 diretto da Viktor Turin.

## Trama
Lo studente Viktor Borovsky, appassionato alle idee della rivoluzione, si unisce ai ranghi di un'organizzazione studentesca che la polizia ha già scoperto. Spaventato all'idea dei lavori forzati, diventa un informatore della Okhrana. Un giorno, Victor informa la polizia circa la preparazione di un tentativo di assassinio contro un importante funzionario militare zarista. Grazie alla sua denuncia, la ragazza terrorista viene arrestata, ma il generale zarista viene colpito da una pallottola mediante un'altra pistola.